# میکی اوانز
میکی اوانز (انگلیسی: Mickey Evans؛ زادهٔ ۱ ژانویهٔ ۱۹۷۳) بازیکن فوتبال اهل جمهوری ایرلند است.
از باشگاه‌هایی که در آن بازی کرده‌است می‌توان به باشگاه فوتبال بلکبرن روورز، باشگاه فوتبال پلیموث آرگیل، باشگاه فوتبال وست برومویچ آلبیون، باشگاه فوتبال تورکی یونایتد، باشگاه فوتبال بریستول راورز، و باشگاه فوتبال ساوت‌همپتون اشاره کرد.
وی همچنین در تیم ملی فوتبال جمهوری ایرلند بازی کرده‌است.

## افتخارات

### باشگاهی
پلیموث آرگیل
- Football League Third Division play-offs: 1996
- Football League Third Division: 2001–02
- لیگ دسته دوم فوتبال انگلستان: ۲۰۰۳–۰۴

### انفرادی
- بازیکن ماه لیگ برتر فوتبال انگلستان:  آوریل ۱۹۹۷[۳]
- بازیکن سال پلیموث آرگیل: ۲۰۰۳–۰۴